# Koelreuteria
Genre
Classification APG III (2009)
Koelreuteria est un genre de plantes de la famille des Sapindaceae. Il a été nommé ainsi en hommage à Joseph Gottlieb Kölreuter (1733-1806), botaniste allemand, directeur du jardin botanique de Karlsruhe.

## Liste des espèces
Selon NCBI (12 mars 2012) & ITIS (12 mars 2012) :
- Koelreuteria bipinnata Franch.
- Koelreuteria elegans (Seem.) A.C. Sm.
- Koelreuteria paniculata Laxm.

Selon Catalogue of Life (12 mars 2012) :
- Koelreuteria bipinnata
- Koelreuteria elegans
- Koelreuteria paniculata
- Koelreuteria paniculatum